# De første fra Nik & Jay
De første fra Nik & Jay er et opsamlingsalbum fra den danske popduo Nik & Jay.

## Spor
1. "Nik & Jay" - 3:42
2. "Hot!" - 3:12
3. "Elsker Hende Mere" - 3:44
4. "Pop-Pop!" - 3:16
5. "En Dag Tilbage" - 4:27
6. "Lækker" - 3:23
7. "Kan Du Høre Hende Synge" - 6:03
8. "Strip" - 3:44
9. "Boing!" - 3:17
10. "Når Et Lys Slukkes" - 5:14
11. "I Love Ya" - 3:28
12. "Et Sidste Kys" (feat. Julie - 3:47
13. "Kommer Igen" - 3:41
14. "Du Gør Mig Høj" - 4:04
15. "Endnu En" - 3:39